# Erhöhte Pulse
Erhöhte Pulse ist ein Walzer von Johann Strauss (Sohn) (op. 175). Das Werk wurde am 8. Januar 1856 im Sofienbad-Saal in Wien erstmals aufgeführt.